# پل اسمیت
پل اسمیت (انگلیسی: Paul Smith؛ زادهٔ ۵ اکتبر ۱۹۶۷) بازیکن فوتبال اهل بریتانیا است.
از باشگاه‌هایی که در آن بازی کرده‌است می‌توان به باشگاه فوتبال برنتفورد، باشگاه فوتبال بریستول راورز، و باشگاه فوتبال تورکی یونایتد اشاره کرد.